# 锝(99mTc)司他比
鍀(99mTc)司他比（INN（常稱司他比；USP：technetium Tc 99m sestamibi；商業名稱Cardiolite）是一種用於核医学顯像的藥物。該藥物是一種配合物，它由與六個甲氧基異丁基異腈配體連接的放射性同位素鍀-99m組成。陰離子未被定義。通用名药物在2008年9月下旬起可供購買。對服用MIBI的病人的掃描常稱作「MIBI掃描」。 
司他比會由有大量线粒体和負細胞質膜電位的組織吸收。司他比主要用來為心肌顯像。它也可以用於原發性副甲状腺功能亢进症的檢查，以識別甲状旁腺腺瘤，用於甲狀旁腺的放射游动手术以及可能出現的乳癌的檢查。

## 心臟顯像（MIBI掃描）
MIBI掃描或司他比掃描是一個常見的心臟顯像方法。鍀(99mTc)司他比是一種亲脂陽離子，當它通過靜脈注射到病人裡，它會根據心肌血流在心肌裡分散。心臟的单光子电脑断层扫描顯像會使用伽马摄影器進行。攝影器用來偵測鍀-99m衰變時所發出的伽马射线。 
顯像後會獲得兩組圖片。在第一組中，病人不動時會被注射99mTc MIBI，然後將心肌顯像。在第二組中，病人會通過在跑步機上跑步或注射藥物增加壓力。司他比在病人到達最高壓力時注射，然後進行顯像。得出的兩組圖片會互相比較，以區分心肌的缺血和梗塞部分。這個顯像方法的靈敏度大約為90%。不動時的圖片只對偵測組織傷害有用，而增加壓力時的圖片對心臟動脈（缺血）疾病提供證據。

### 與雙嘧達莫（潘生丁MIBI掃描）
當在MIBI掃描中加入藥物双嘧达莫（商品名為潘生丁）時，它經常稱作“潘生丁MIBI掃描”。

## 副甲狀腺顯像
在原發性副甲状腺功能亢进症中，四個副甲狀腺之中有一個或多個會生長良性腫瘤，或因體內平衡失調而發生增生。副甲狀腺在靜脈注射後吸收99mTc MIBI，而病人的頸部會以伽馬攝影器顯像，以顯示所有腺體的位置。消退後（大約2小時）會獲得第二張圖片，而仍然有99mTc的異常腺體的嗜酸性細胞的線粒體會以伽馬攝影器檢查。這個顯像方法可以偵測原發性副甲狀腺功能亢進症中75%至90%的異常副甲狀腺。這樣，內分泌外科醫生可以做副甲状腺切除术（比傳統手術傷害較少）以切除異常腺體。 

### 副甲狀腺的放射游動手術
配發藥物後，99mTc MIBI在過度活動的副甲狀腺中積聚。做手术時，外科醫在切除前可以用對伽馬射線敏感的探測儀來找出過度活動的副甲狀腺的位置。

## 外部鏈接
- Cardiolite official page （页面存档备份，存于）
- Molecular Breast Imaging （页面存档备份，存于）
- The Sestamibi Scan for Hyperparathyroidism on: Parathyroid.com （页面存档备份，存于）